# Mineho Ozaki
Mineho Ozaki (尾崎 峰穂?, Ozaki Mineho; Shinjuku, 20 settembre 1963) è un ex atleta paralimpico giapponese.

## Biografia
Ha iniziato a gareggiare nel 1984 ai Giochi di Stoke Mandeville-New York, nella categoria B2, ovvero quella degli ipovedenti più svantaggiati. Nella seguente Paralimpiade di Seul, a causa di un peggioramento, è passato alla categoria B1 (ciechi assoluti), divenuta in seguito F10 e infine F11.
Inizialmente ha gareggiato nel salto in lungo e nel salto triplo, come nel lancio del disco e del giavellotto, raggiungendo la finale in tutte le discipline (1984 e 1988). Nel 1992, a Barcellona, lasciava il disco e nel 1996, ad Atlanta, anche il salto triplo. Ancora, nel corso di due Paralimpiadi (a Sydney e ad Atene) raggiungeva le finali sia nel giavellotto che nel salto in lungo. Nel 2008 ai Giochi di Pechino, affrontando solamente la disciplina del giavellotto, raggiungeva un sesto posto, in una finale che univa le categorie F11, F12 e F13.
Mineho Ozaki ha vinto complessivamente 11 medaglie paralimpiche, di cui cinque nel giavellotto, quattro di bronzo e una d'oro, in cinque edizioni paralimpiche consecutive. Ha inoltre vinto per tre volte la medaglia d'oro nel salto in lungo e due (oro e argento) nel salto triplo; nel lancio del disco ha vinto la medaglia di bronzo.

## Palmarès
| Anno | Manifestazione     | Sede                      | Evento                        | Risultato | Prestazione | Note |
| ---- | ------------------ | ------------------------- | ----------------------------- | --------- | ----------- | ---- |
| 1984 | Giochi paralimpici | New York Stoke Mandeville | Salto in lungo B2             | Oro       | 6,41 m      |      |
| 1984 | Giochi paralimpici | New York Stoke Mandeville | Salto triplo B2               | Argento   | 12,56 m     |      |
| 1984 | Giochi paralimpici | New York Stoke Mandeville | Lancio del disco B2           | Bronzo    | 22,76 m     |      |
| 1984 | Giochi paralimpici | New York Stoke Mandeville | Lancio del giavellotto B2     | 4º        | 37,45 m     |      |
| 1988 | Giochi paralimpici | Seul                      | Salto in lungo B1             | Oro       | 6,27 m      |      |
| 1988 | Giochi paralimpici | Seul                      | Salto triplo B1               | Oro       | 9,01 m      |      |
| 1988 | Giochi paralimpici | Seul                      | Lancio del disco B1           | 5º        | 26,24 m     |      |
| 1988 | Giochi paralimpici | Seul                      | Lancio del giavellotto B1     | Bronzo    | 41,56 m     |      |
| 1992 | Giochi paralimpici | Barcellona                | Salto in lungo B1             | Oro       | 6,37 m      |      |
| 1992 | Giochi paralimpici | Barcellona                | Salto triplo B1               | 4º        | 12,33 m     |      |
| 1992 | Giochi paralimpici | Barcellona                | Lancio del giavellotto B1     | Bronzo    | 40,94 m     |      |
| 1996 | Giochi paralimpici | Atlanta                   | Salto in lungo T10            | 5º        | 5,59 m      |      |
| 1996 | Giochi paralimpici | Atlanta                   | Lancio del giavellotto F10    | Oro       | 42,60 m     |      |
| 2000 | Giochi paralimpici | Sydney                    | Salto in lungo F11            | 6º        | 5,58 m      |      |
| 2000 | Giochi paralimpici | Sydney                    | Lancio del giavellotto F11    | Bronzo    | 41,74 m     |      |
| 2004 | Giochi paralimpici | Atene                     | Salto in lungo F11            | 13º       | 5,45 m      |      |
| 2004 | Giochi paralimpici | Atene                     | Lancio del giavellotto F11    | Bronzo    | 40,90 m     |      |
| 2008 | Giochi paralimpici | Pechino                   | Lancio del giavellotto F11-13 | 6º        | 44,46 m     |      |